# Eurya crassilimba
Eurya crassilimba är en tvåhjärtbladig växtart som beskrevs av Ho Tseng Chang. Eurya crassilimba ingår i släktet Eurya och familjen Pentaphylacaceae. Inga underarter finns listade i Catalogue of Life.